# Johannes Renner
Johannes Edward Renner (ur. 15 kwietnia 1908 w Łodzi, zm. 1 marca 1998 w Metzingen) – właściciel księgarni w Łodzi.

## Życiorys
Syn Maxa Alberta Rennera (1881–1909), założyciela księgarni czynnej od 1904 do 1944 w Łodzi i Julianny z d. Freundt (zm. przed 1925).
W 1925 roku ukończył gimnazjum i rozpoczął praktykę księgarską aby w końcu 1932 roku objąć prowadzenie księgarni czyli kierownictwo firmy założonej przez ojca w 1904 r. przy ul. Piotrkowskiej 165. Ojciec jako bardzo religijny ewangelik, uważał, że jego powinnością jako księgarza jest rozpowszechnianie słowa bożego. Księgarnia sprzedawała głównie literaturę religijną w języku niemieckim i polskim, biblie, śpiewniki, obrazy i nuty. Po przedwczesnej śmierci ojca księgarnię prowadziła wdowa, a po jej zgonie Juliusz Buchholz. W 1925 roku księgarnia nominalnie należała do ich synów, nad którymi opiekę sprawował Reinhold Stelzer. 
Zdecydował poprowadzić nadal tę księgarnię, ale bez brata Paula, który do rodzinnego interesu nie przystąpił.
Zatrudniał sprzedawczynie: Eugenię Schlieske, Almę Sommerfeld, Frydę Semmler i czasowo Martę Pawłowicz. Po 1935 roku pomagała mu także żona Erna.
Od 1936 roku prowadził również wydawnictwo. Wydawał w języku niemieckim katechizmy, świadectwa konfirmacji i książki do konfirmacji, opracowane przez pastorów R. Schmidta z Pabianic i B. Loeffera z Łodzi a także śpiewniki. Drukował je w zakładach „Kompas”, a śpiewniki oprawiano w introligatorni Józefa Pfeiffera przy ul. Nawrot 13. 
W 1937 roku wydał tani plan miasta drukowany u R.A. Weissbacha, a w 1938 „Hasła Braci Morawskich” drukowane w „Libertasie”.
Księgarnia zaopatrywała się w książki w firmie H.G. Wallmanna w Lipsku, stanowiącym centrum handlu książką niemieckojęzyczną. Pod koniec okresu międzywojennego, gdy wysokie cła na wydawnictwa niemieckie, wynoszące np. 3 zł. od kalendarza, doprowadziły do spadku opłacalności ich importu, drukował je w wydawnictwie Dittmana w Bydgoszczy. Wtedy, podobnie jak ojciec w czasie I wojny światowej brak przychodów ze sprzedaży książek rekompensował dochodami z handlu artykułami piśmiennymi, które niemieckojęzyczni mieszkańcy Łodzi i okolic kupowali w jego księgarni.
W 1937 roku mieszkał przy ul. Gdańskiej 135.
W latach II wojny światowej prowadził księgarnię do chwili powołania do wojska. Od tego momentu, księgarnią pomimo znacznych kłopotów kierowała żona. Sprzedawała tylko materiały piśmienne, nie było bowiem wówczas w hurcie książek religijnych i nie wolno było ich drukować.
Gdy do Łodzi zbliżały się wojska radzieckie żona zostawiając księgarnię wyjechała do Niemiec z trójką dzieci. On był w tym czasie jeńcem francuskim na froncie zachodnim.
Nie wrócił do Łodzi, osiadł w Metzingen, mieście w Niemczech, w Badenii-Wirtembergii. Do przejścia na emeryturę w 1977 roku był pracownikiem wydawnictwa w Metzingen.